# Slanke kogelspin
De slanke kogelspin (Anelosimus vittatus) is een spin die behoort tot de kogelspinnen. Ze zijn te vinden in de lente en zomer op de takken van struiken en bomen. Evenals op hoge planten.

## Kenmerken
Het vrouwtje wordt 3 tot 3,5 mm groot, het mannetje 2,5 tot 3,5 mm. Het voorlichaam is breed ovaal, enigszins vlak en relatief klein. Het achterlichaam van het vrouwtje is groot en bolvormig. De brede, donkere middenstreep op het voorlichaam (prosoma) wordt naar achteren smaller. Het achterlichaam (opisthosoma) is wit of geelachtig tot roodachtig, met een brede bruine tot zwarte lengteband, met aan elke kant een gekartelde witte band. Op het buitenste gewricht van het achterpootpaar hebben ze een mooie kam van korte borstels.

## Voorkomen
De soort is komt voor in het Palearctisch gebied.